# Campagne du Main
Guerre austro-prussienne
La campagne du Main regroupe les opérations de l'armée prussienne du Main pendant la guerre austro-prussienne de 1866, entre le 1er et le 27 juillet 1866. L'armée prussienne du Main est opposée aux 7e et 8e corps de l'armée confédérale allemande, dans lesquels combattent les troupes des alliés de l'Autriche dans le sud de l'Allemagne.

## Grandes unités impliquées

### Armée prussienne du Main
Après que les troupes prussiennes (7e corps d'armée), sous le commandement d'Eduard Vogel von Falckenstein, ont encerclé l'armée du royaume de Hanovre après la bataille de Langensalza et forcé sa capitulation le 29 juin 1866, ces formations prussiennes sont regroupées sous le nom d'Armée du Main. Elle doit agir contre les alliés de l'Autriche dans le sud de l'Allemagne.
Après son entrée à Francfort, le commandant de l'armée prussienne sur le Main Vogel von Falckenstein est rappelé et remplacé par Edwin von Manteuffel. En outre, l'armée est renforcée. Elle intègre également de petites unités des États allemands alliés à la Prusse, le duché de Saxe-Cobourg et Gotha, le grand-duché d'Oldenbourg, la principauté de Lippe et la ville libre hanséatique de Brême, les unités des villes libres hanséatiques de Hambourg et Lübeck arrivant trop tard pour être engagées au combat.
L'armée prussienne du Main est composée de trois divisions :
- 13e division d'infanterie sous les ordres du général de corps d'armée August Karl von Goeben
- division combinée sous le commandement du major général Gustav Friedrich von Beyer
- division combinée, d'abord sous les ordres d'Edwin von Manteuffel, puis sous les ordres du major général Eduard Moritz von Flies.

Ordre de bataille de l'armée prussienne du Main en représentation contemporaine :

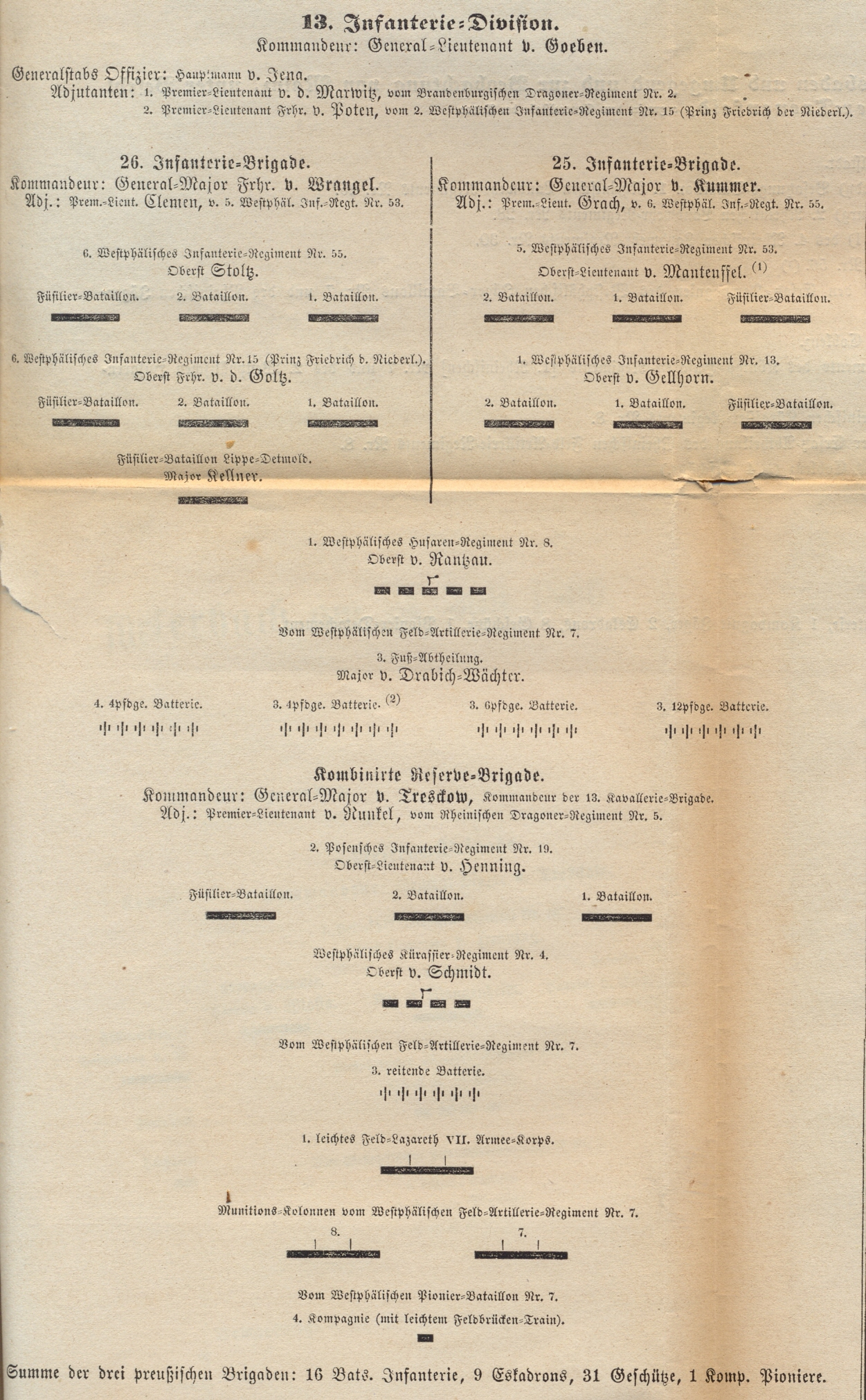
13e division d'infanterie dans l'armée prussienne du Main (1866)
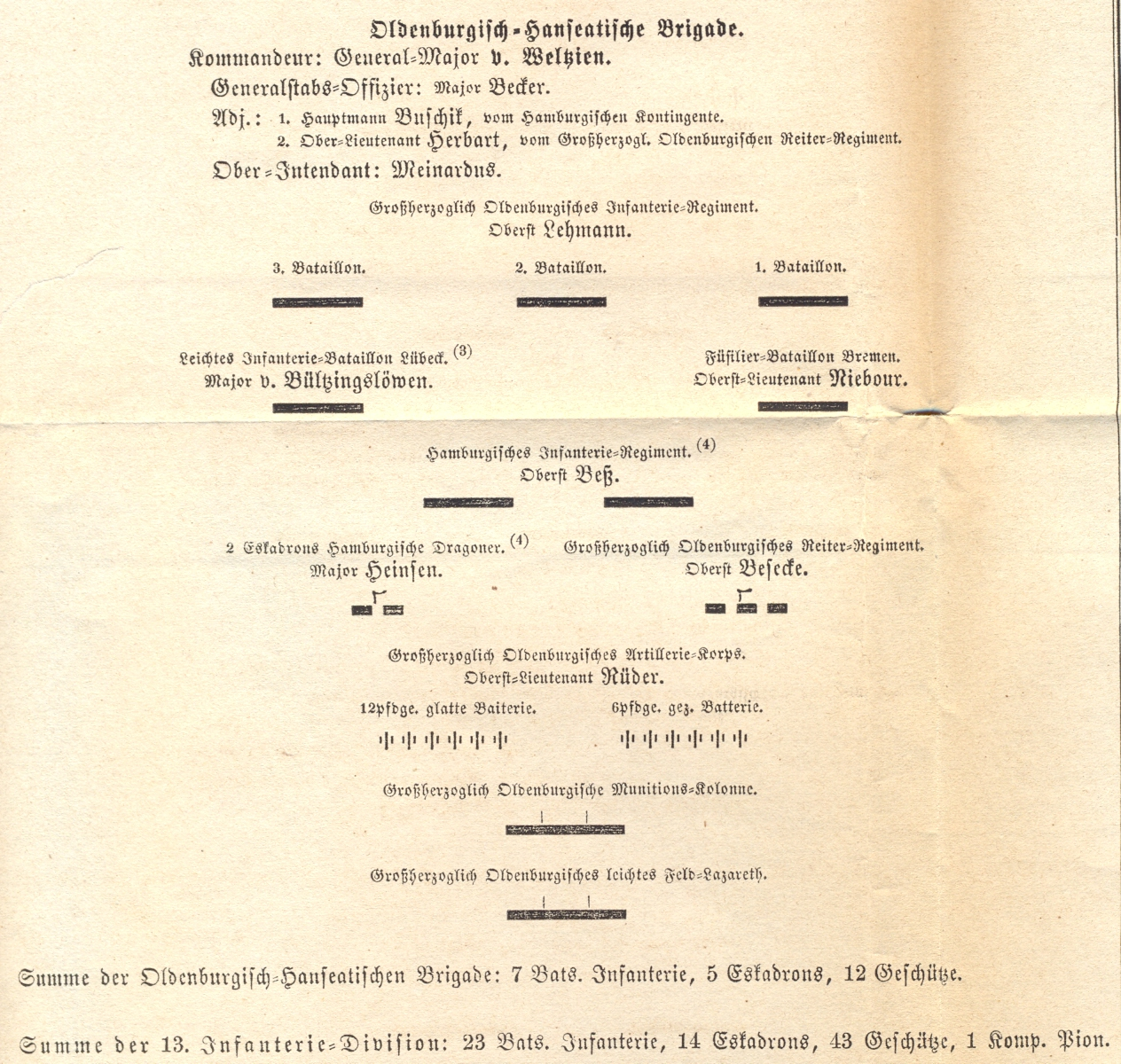
Old.-Hans. Brigue Weltzien dans la 13e division d'infanterie de l'armée prussienne du Main (1866)
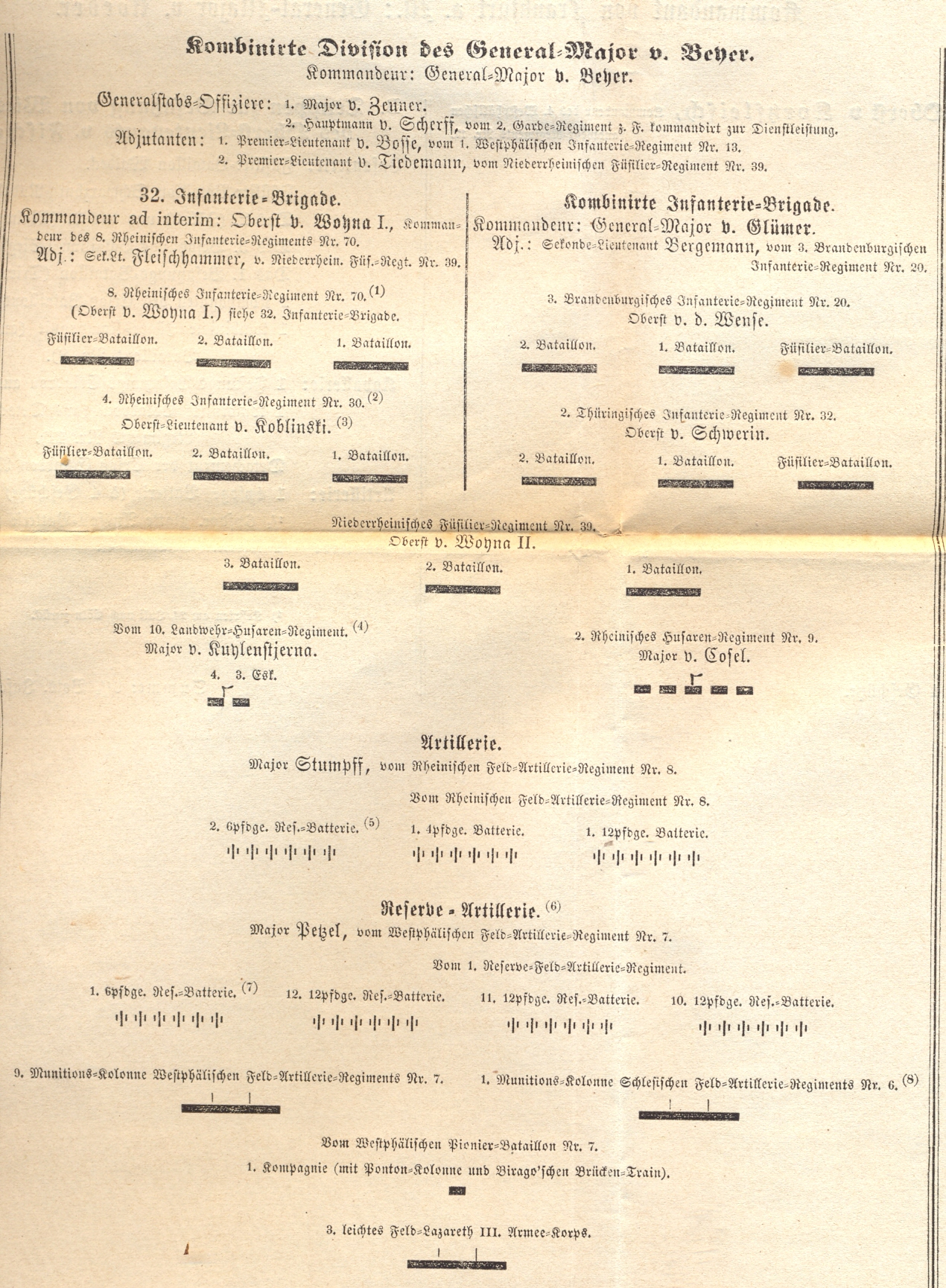
Div. comb. Beyer dans l'armée prussienne du Main (1866)
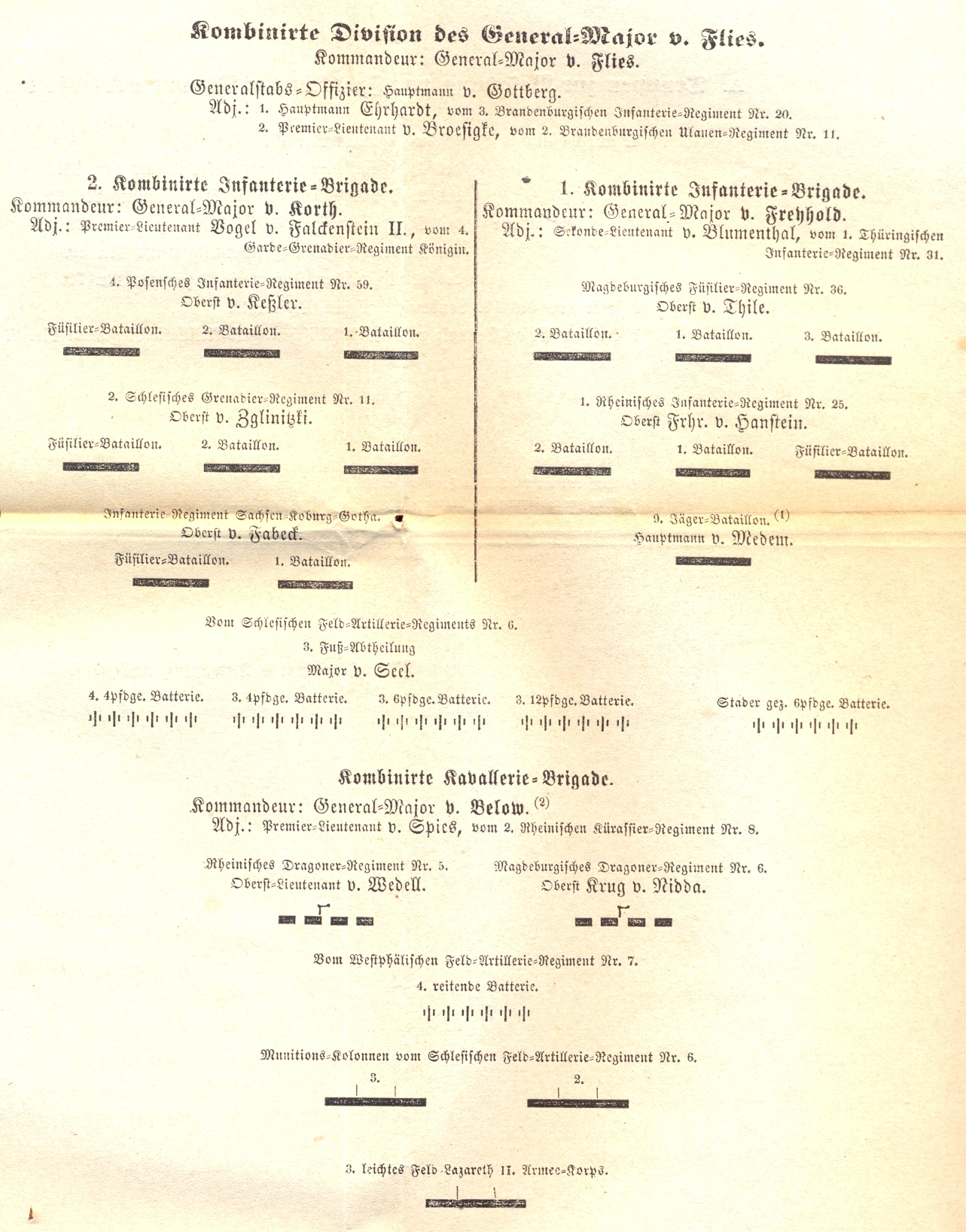
Div. comb. Flies dans l'armée prussienne du Main (1866)

### 7eet8ecorps d'armée de la Confédération germanique
Le 7e corps d'armée de la Bundesarmee est formé par l'armée bavaroise et est placé sous le commandement du prince Charles de Bavière. Charles de Bavière est également le commandant en chef des troupes confédérales dans le sud de l'Allemagne et l'objectif est de mener les deux corps confédéraux ensemble à la bataille contre l'armée prussienne du Main. Cela n'est cependant pas possible.
En 1866, le 8e corps de la Bundesarmee est composé de quatre divisions sous le commandement suprême du Feldmarschall-Leutnant Alexandre de Hesse-Darmstadt
1. Division (wurtembergeoise) sous les ordres du général de corps d'armée Oskar von Hardegg
2. Division (badoise) sous les ordres du général de corps d'armée Guillaume de Bade
3. Division (grand-ducale hessoise) sous les ordres du général de corps d'armée Karl Pergler von Perglas (de)
4. division (austro-nassauvienne (de)) sous les ordres du  Feldmarschall-Leutnant Erwin von Neipperg
Ordre de Bataille du 8e corps d'armée confédéral en représentation d'époque :

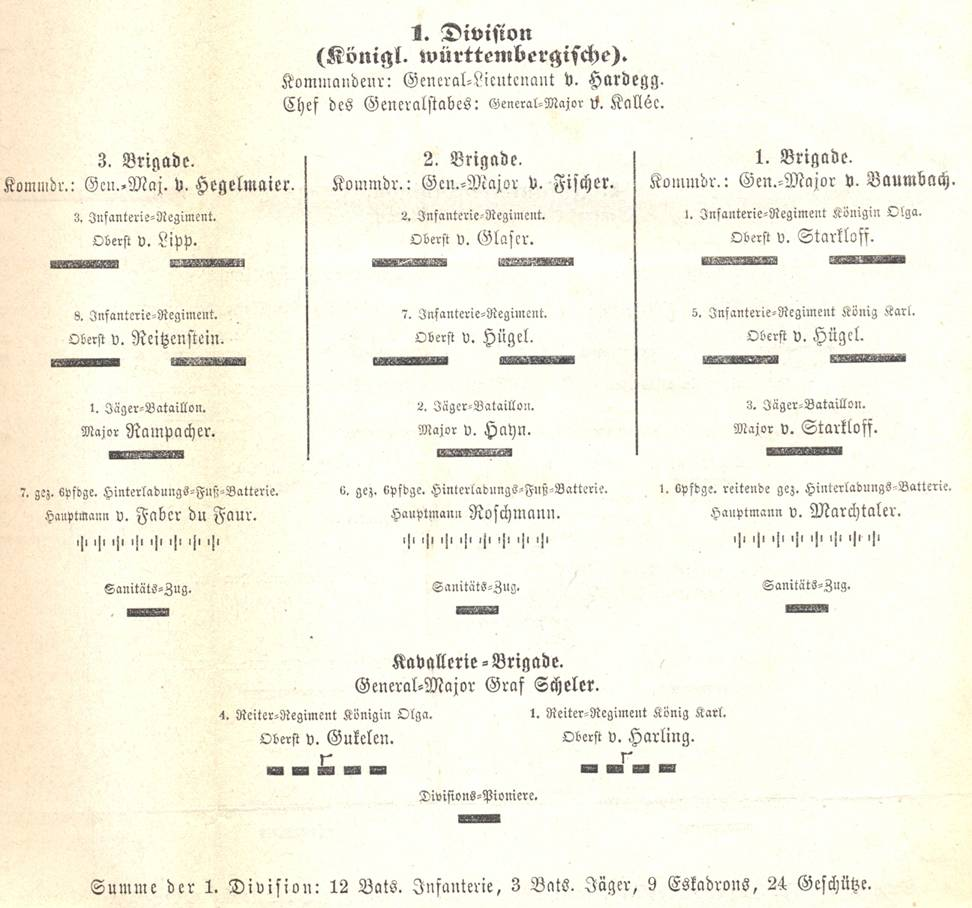
1re division (wurtembergeoise)
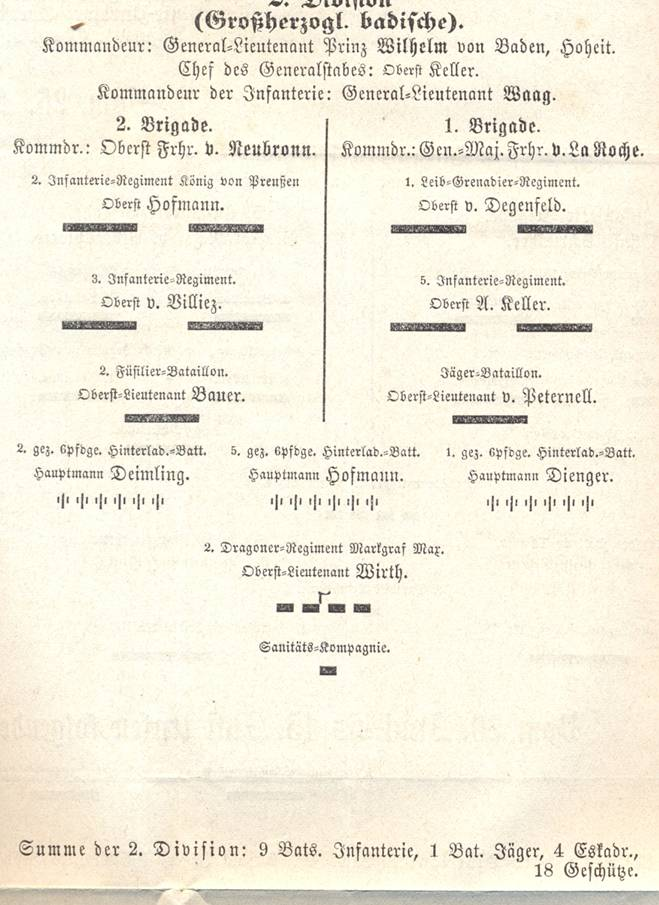
2e division (badoise)
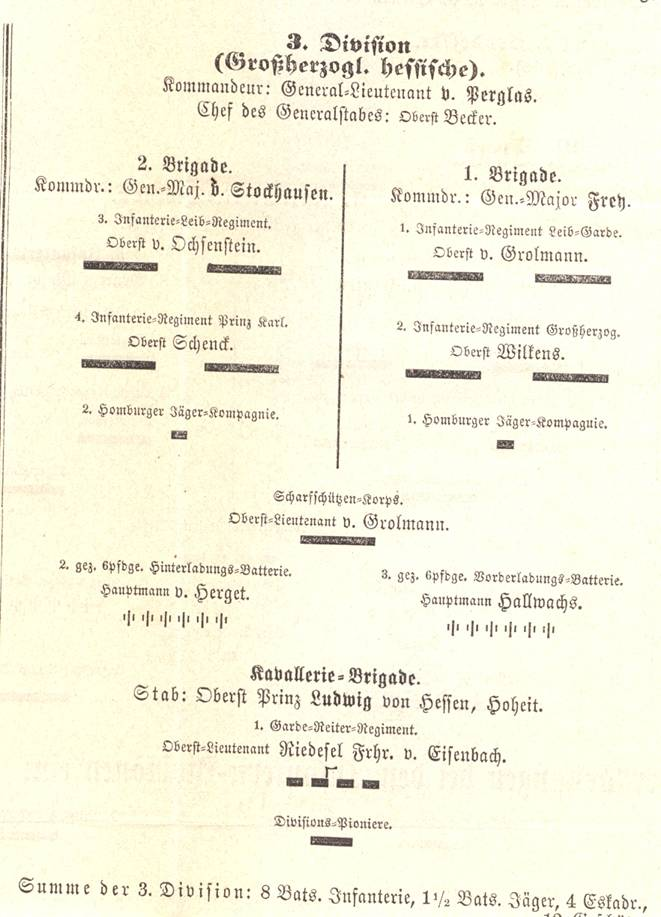
3e division (hessoise)
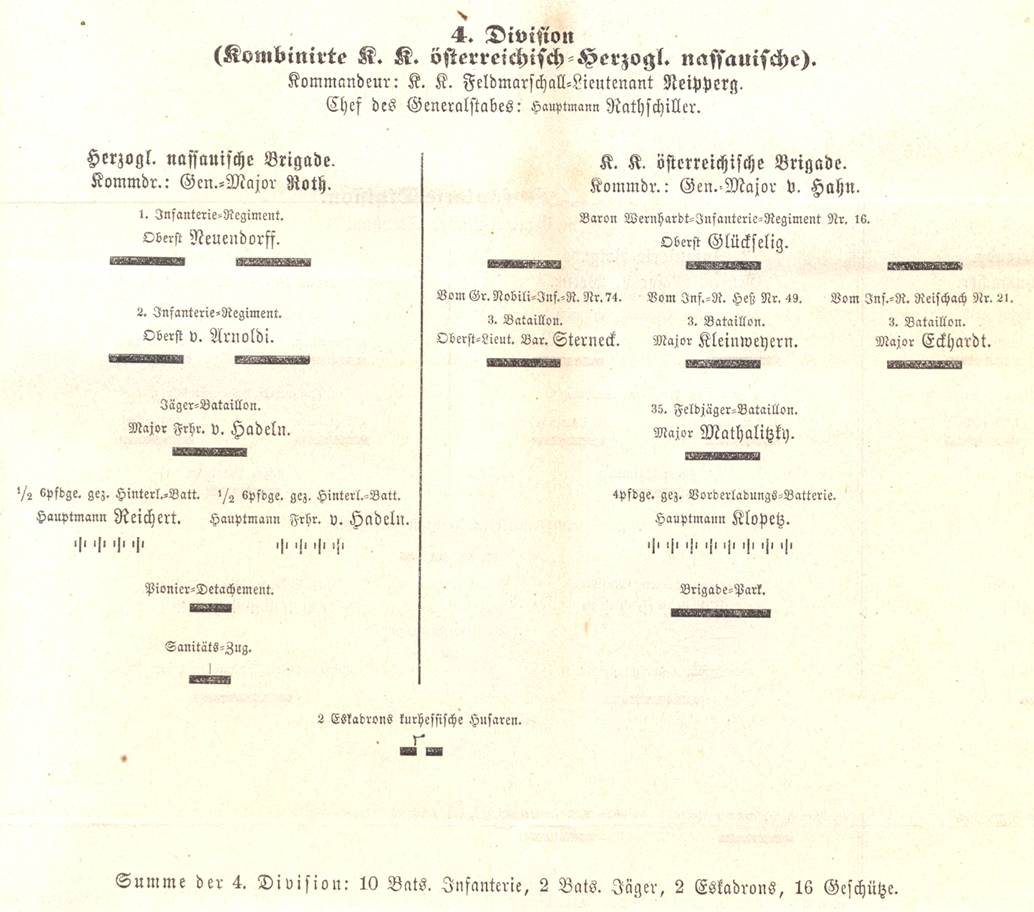
4e division (combinée)
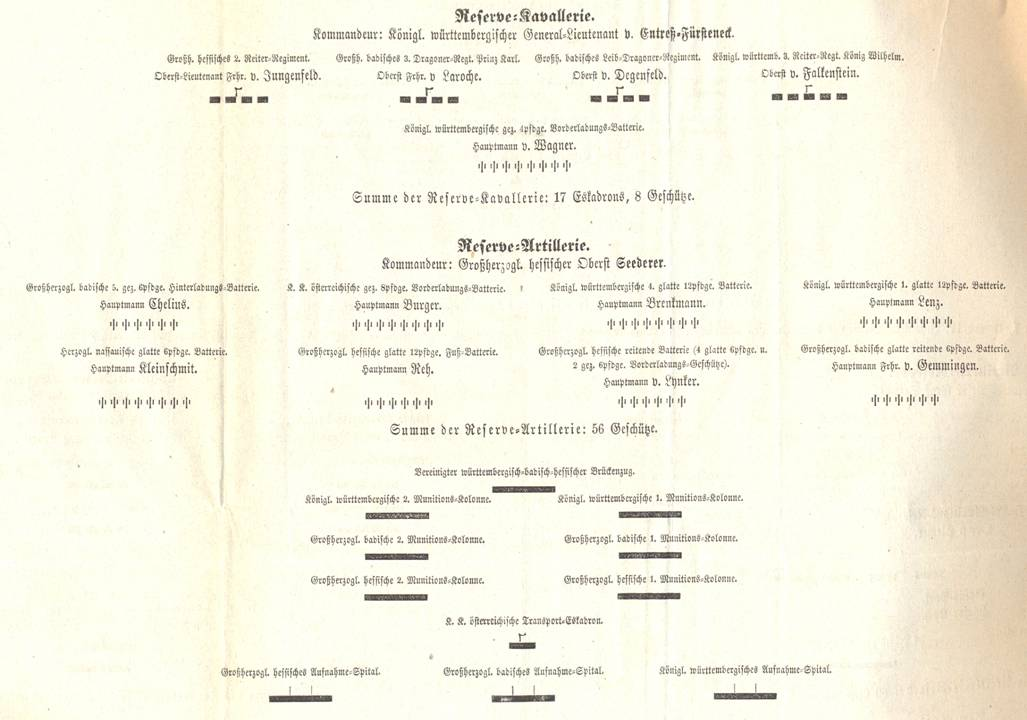
Réserve de cavalerie et d'artillerie

## Antécédents
Bien que le prince Charles de Bavière soit formellement le commandant en chef des troupes fédérales, le pouvoir de commandement de fait sur les différents contingents de troupes est détenu par les États individuels respectifs. Alexandre de Hesse-Darmstadt reçoit en outre des ordres de la Diète fédérale à Francfort. Dès le début, les États fédéraux allemands ne peuvent se mettre d'accord sur une stratégie uniforme et une action commune, de sorte que le 7e corps (bavarois) suit une autre stratégie que le 8e corps, qui se divise à son tour en deux camps, à savoir les deux divisions wurtembergeoise et badoise d'une part, qui ne visent que la sécurisation de leurs propres frontières nationales, et la division hessoise-darmstadienne et la division austro-nassau-hessoise d'autre part. La majeure partie de l'armée de l'électorat de Hesse (de), à l'exception de petites unités, s'est déjà retirée au début de la guerre dans la forteresse de Mayence et ne participe pas activement aux combats. Cette désunion de la part de la Confédération germanique permet à l'armée prussienne du Main d'attaquer l'une après l'autre les parties de l'armée fédérale opérant séparément et de les battre individuellement
Pour les États du sud de l'Allemagne, le problème est qu'après la bataille de Königgrätz (3 juillet 1866), la guerre est déjà décidée militairement avant même que leurs troupes ne touchent l'ennemi. Cela signifie que les États du sud de l'Allemagne peuvent tout au plus influer sur le nombre de pertes, mais pas sur l'issue de la guerre. Les armées du sud de l'Allemagne opèrent donc avec une certaine retenue, plus soucieuses de sauver leur honneur militaire dans des combats de retraite que de s'engager dans une bataille sérieuse de grande ampleur.

## Parcours

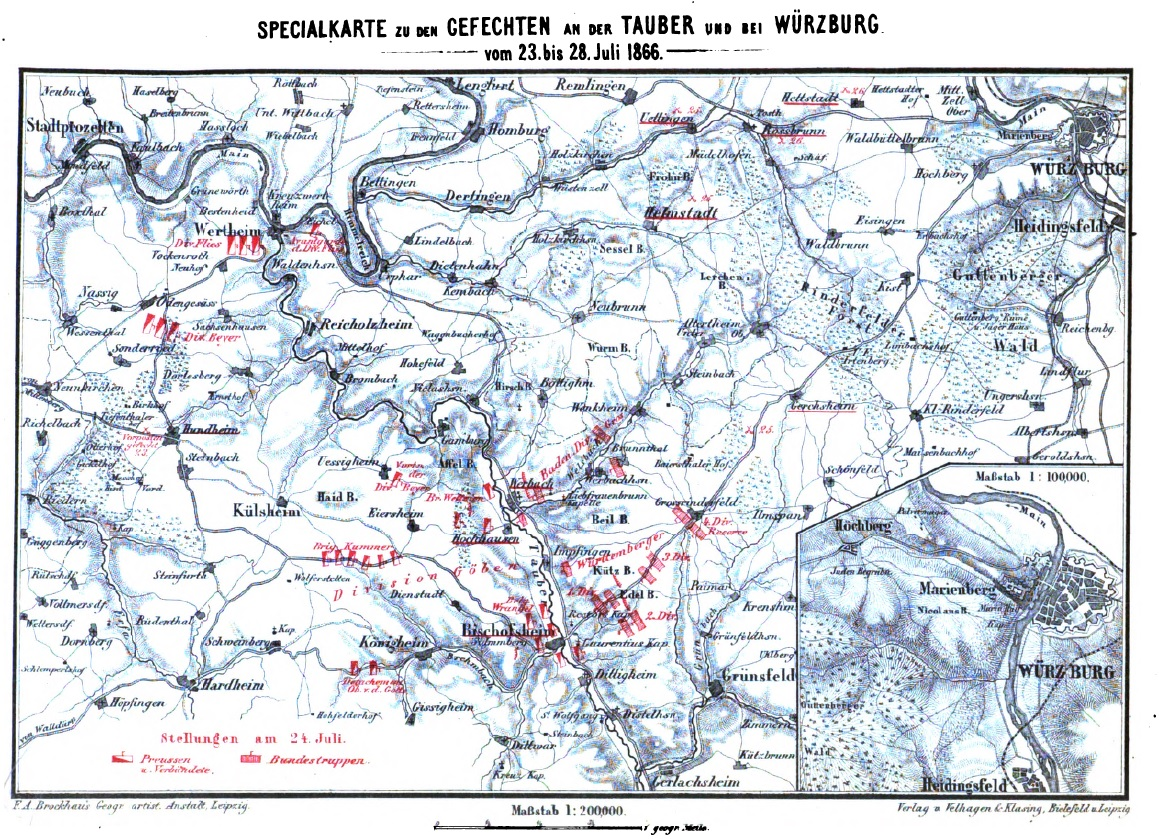
Carte des combats du 23 au 27 juillet 1866 sur la Tauber et près de Wurtzbourg

Le prince Charles a prévu que les deux corps fédéraux se rejoignent à Hersfeld pour ensuite se diriger vers le nord et soutenir les Hanovriens contre les Prussiens. Les Bavarois avancent donc vers la Thuringe, le 8e corps de la région Rhin-Main vers Fulda. La capitulation des Hanovriens après la bataille de Langensalza rend ce plan caduc. Un nouveau plan visant à s'unir près de Fulda est déjoué par l'avancée rapide des Prussiens à travers le Rhön. Le 8e Bundeskorps se retire en direction de Francfort. Les Bavarois évacuent la Thuringe après des combats perdus à Dermbach (4 juillet) et veulent maintenant arrêter les Prussiens sur la Saale franconienne.
Après les combats gagnés par les Prussiens le 10 juillet dans la vallée de la Saale (Kissingen, Waldaschach, Hammelburg), les Bavarois continuent à se replier en direction de Wurtzbourg. Les Prussiens se tournent alors vers la droite et battent le 8e corps d'armée. Le 13 et le 14 juillet, ils passent à Frohnhofen et Aschaffenbourg. La voie est ainsi libre pour Francfort, que les Prussiens occupent sans combattre. Le 7e corps fédéral a auparavant évacué la ville et se dirige vers le sud-est en passant par l'Odenwald afin de se regrouper avec les troupes bavaroises se trouvant à Würzburg pour une contre-attaque. L'armée prussienne du Main tente d'empêcher une jonction des troupes fédérales. Les Prussiens avancent donc à travers la vallée de la Tauber, ce qui donne lieu à des combats à Hundheim le 23 juillet et à Tauberbischofsheim le 24 juillet. L'armée bavaroise avancée se replie à nouveau en direction de Wurtzbourg, mais occupe des montagnes et des hauteurs près de Neubrunn, Helmstadt et Mädelhofen. Les combats avec les Prussiens qui avancent le 25 juillet sont tous perdus. Le futur roi de Bavière Louis III est blessé à l'est de Helmstadt.
Peu avant 4 heures du matin le 26 juillet, le dernier combat de la guerre austro-prussienne est ouvert par les troupes bavaroises près d'Uettingen et de Roßbrunn. Le dernier combat de cavalerie a déjà eu lieu à 11 et 12 heures près des fermes de Hettstadt, les attaques réciproques de cavaliers, auxquelles participent du côté bavarois le 6e régiment de chevau-légers (de) de Bamberg et les 1er (de) et 2e régiments de cuirassiers (de), étant plus destinées à la gloire des dragons et des hussards impliqués qu'à influencer l'issue de la guerre :
« C'est sous cet angle qu'il faut juger le combat de cavalerie près des fermes de Hettstadt. Il n'a pas apporté le déshonneur aux nôtres (Prussiens), bien qu'ils aient été vaincus ; mais les Bavarois étaient heureux de la réussite de l'attaque. » Citation tirée de La guerre allemande de 1866 par Theodor Fontane.
Ce jour-là, 236 soldats bavarois et prussiens seraient tombés sur le sol d'Uettinger et environ 1 700 auraient été blessés.
Après un bref bombardement de la forteresse de Marienberg par les Prussiens le 26 juillet, un armistice est conclu. La campagne du Main proprement dite prend ainsi fin.

### Les opérations du2ecorps prussien de réserve en Bavière
Guerre austro-prussienne
Le 3 juillet 1866, le roi de Prusse a encore décrété la mise sur pied d'un 2e corps de réserve qui se rassemble à Leipzig à la mi-juillet et qui se compose de deux divisions combinées. La première division comprend des troupes du royaume de Prusse et du duché d'Anhalt, la deuxième des troupes du grand-duché de Mecklembourg-Schwerin, ainsi que des duchés de Brunswick et de Saxe-Altenbourg. Le corps, fort d'environ 25 000 hommes, est placé sous le commandement du grand-duc de Mecklembourg-Schwerin, Frédéric-François II. Le 20 juillet, le corps commence sa progression vers le sud, via Werdau et Zwickau, jusqu'à Altenbourg. En passant par Werden et Plauen, les unités avancent vers la ville bavaroise de Hof, qui est prise le 23 juillet sans combat notable. Cette entrée en Bavière provoque également le retrait du corps d'armée bavarois de la ligne de la Tauber sur Wurtzbourg, ce qui permet la jonction des 7e et 8e corps d'armée. L'échec de l'offensive de l'armée allemande empêche la formation d'un nouveau corps fédéral.
Le 24 juillet, Münchberg, Oberkotzau, Volkmannsgrün et Kulmbach sont à nouveau occupés presque sans combat. Le 27 juillet - un jour après le combat près d'Uettingen et de Rossbrunn - l'ensemble de la 1re division est rassemblée dans la région de Münchberg. Alors qu'une trêve est convenue dans la région de Wurtzbourg, les troupes ne savent pas, des deux côtés, si elle doit également s'appliquer dans la région de Hof-Bayreuth. La Prusse et la Bavière s'efforcent d'occuper la plus grande partie possible du territoire bavarois avant de convenir d'un armistice général, afin d'améliorer leur position de départ pour les négociations de paix. Le 28 juillet, Berneck et Bayreuth sont prises par les Prussiens, tandis que le prince Charles et le général von Manteuffel négocient simultanément un armistice. Le 29 juillet, un nouveau combat a lieu au sud-est de Bayreuth, près de Seybothenreuth, au cours de laquelle le 4e bataillon du régiment d'infanterie du Corps royal bavarois (de), sous le commandement du major Joseph von Joner-Tettenweiß (de) et du capitaine Maximilian von Parseval (de), est dispersé. Du côté bavarois, il y a six morts. Du côté prussien, les unités du Mecklembourg-Schwerin, qui n'ont pas participé au déroulement de la guerre jusqu'à présent, interviennent avec succès. Le 30 juillet, les Mecklembourgeois commencent à avancer vers Erlangen et Nuremberg, qui est prise sans combat le 31 juillet. Le drapeau prussien planté sur l'ancien château des Hohenzollern a une signification symbolique. Après la conclusion du traité de paix, les dernières unités prussiennes et leurs alliés quittent la Bavière le 10 septembre 1866.
L'armée prussienne du Main, sous les ordres du général Edwin von Manteuffel, est autorisée par le curé d'Eisingen, Anton von Scholz (de), à installer son quartier général dans le presbytère d'Eisingen durant l'été 1866. C'est là que sont signées les conventions d'armistice avec le royaume de Bavière, le royaume de Wurtemberg, le grand-duché de Bade, le grand-duché de Hesse (Hesse-Darmstadt) et le duché de Nassau, qui mettent fin aux combats dans le sud de l'Allemagne.

## Raisons de la défaite
Les raisons de la défaite sont probablement à chercher dans la structure de commandement uniforme des troupes victorieuses sous commandement suprême prussien ou dans la désunion ainsi que dans les renseignements totalement insuffisants des 7e et 8e corps d'armée. La supériorité technique du fusil à percussion prussien joue un rôle secondaire.
Les Prussiens ont calculé pour la campagne du Main un taux moyen de réussite de seulement 0,9 % de tous les tirs effectués par les soldats prussiens.
Déjà lors du combat de Kissingen, la discipline de feu prussienne s'est révélée supérieure à celle de la Bavière. Les bataillons bavarois ont tiré en très peu de temps leurs munitions de poche à hauteur de 80 cartouches avec leurs armes à chargement par la bouche, alors que le bataillon prussien le plus sollicité n'avait même pas consommé la moitié des 60 cartouches de munitions de poche par homme.
Des décennies plus tard, le corps des officiers bavarois et wurtembergeois se souvenait encore de la « trahison badoise », c'est-à-dire du manque de soutien des troupes bavaroises par le contingent badois, qui avait encore suscité des critiques dans la presse en 1866. La 3e division d'infanterie bavaroise, commandée par le prince Luitpold, futur prince régent, a épuisé ses munitions et demandé de l'aide aux troupes badoises sous les ordres de Guillaume de Bade. Le commandant badois la refusa. De même, « l'artillerie badoise, comme on le sait, n'a pas tiré un coup de feu le 25 pour soutenir la 3e division d'infanterie bavaroise à Helmstadt ».
Déjà en 1869, le ministre de la guerre bavarois Siegmund von Pranckh (de) s'exprimait ainsi, lorsque le pays de Bade demandait des informations sur le fusil Werder M/1869 (de), en faisant référence à l'entente et à la solidarité ainsi qu'à l'approvisionnement uniforme en munitions au sein du corps : « Je ne peux réprimer la remarque (...) qu'il semble presque ironique de la part du pays de Bade, dont le commandement de la division de l'armée, comme on le sait, a refusé le 25 juillet 1866 à la 3e division d'infanterie bavaroise qui avait d'abord avoué avoir refusé tout soutien demandé, d'être rappelé aux avantages d'un armement identique et de l'échange de munitions ainsi rendu possible ! ».
L'armée bavaroise a notamment rendu la politique d'économie et de désarmement du Landtag responsable de la défaite. Presque aucun fantassin n'avait jamais tiré plus de trois coups auparavant. En raison des coupes budgétaires toujours votées par le Parlement, le ministère de la Guerre ne se voyait pas en mesure d'organiser des manœuvres au-dessus du niveau de la brigade. Hormis le prince Karl et le prince Karl Theodor von Thurn und Taxis (de), aucun général bavarois n'avait jamais commandé de division. Enfin, la défaite de la campagne du Main a conduit à la réorganisation de l'armée bavaroise (de) en 1868 par Siegmund von Pranckh.
Le commandant en chef du 8e corps d'armée en donne un témoignage personnel. Le prince Alexandre de Hesse-Darmstadt, membre du corps fédéral, écrit : « Je connaissais les défauts de la constitution allemande pour la guerre fédérale ; mais je devais supposer que les États qui avaient décidé de défendre leur bon droit par les armes de la main, étaient également prêts à faire les sacrifices nécessaires. Et je m'étais trompé à cet égard ; aucun des États fidèles à l'alliance, à l'exception du grand-duché de Hesse, n'était armé. Alors que la Prusse avait déjà atteint ses buts de guerre, et qu'il était donc trop tard, l'armée fédérale d'Allemagne parvint enfin à se mettre en place dans l'urgence. ... Depuis 26 ans, le 8e corps n'avait pas été réuni ; les généraux se connaissaient à peine entre eux, et aucun d'entre eux, à l'exception des Autrichiens, n'avait participé à une campagne sérieuse »
Luitpold de Bavière, le futur prince régent, résume laconiquement : « C'est la discipline, la formation et la direction intelligente qui font défaut.